# Ashley Hutchinson
Pour les articles homonymes, voir Hutchinson.
Ashley Hutchinson (né le 9 mai 1979 à Cairns) est un coureur cycliste sur piste australien. Il a été champion du monde de poursuite par équipes en 2004 à Melbourne avec Luke Roberts, Peter Dawson et Stephen Wooldridge. Il a également remporté la médaille d'or du scratch et de la course aux points aux Jeux océaniens de 2004.

## Palmarès sur piste

### Championnats du monde
- Melbourne 2004
  -  Champion du monde de poursuite par équipes (avec Luke Roberts, Peter Dawson, Stephen Wooldridge)
- Los Angeles 2005
  -  Médaillé de bronze de la poursuite par équipes

### Coupe du monde
- 2000
  - 2e de la poursuite par équipes à Cali
  - 2e de l'américaine à Cali
- 2003
  - 3e de la poursuite par équipes au Cap
- 2004
  - 3e de la poursuite par équipes à Manchester
- 2005-2006
  - 1er de la poursuite par équipes à Moscou

### Jeux du Commonwealth
- Melbourne 2006
  -  Médaillé d'argent du scratch

### Jeux océaniens
- 2004
  -  Médaillé d'or de la course aux points
  -  Médaillé d'or du scratch

## Palmarès sur route

### Par années
- 2003
  - 5e étape du Tour of Sunraysia
  - 6e étape du Tour du Queensland
- 2004
  - 1re et 8e étapes du Tour du Queensland

### Classements mondiaux
| Année         | 2006 |
| ------------- | ---- |
| UCI Asia Tour | 243e |